# Comuna Balșa, Hunedoara
Balșa (în maghiară Balsa, în germană Baleschen) este o comună în județul Hunedoara, Transilvania, România, formată din satele Almașu Mic de Munte, Ardeu, Balșa (reședința), Bunești, Galbina, Mada, Oprișești, Poiana, Poienița, Roșia, Stăuini, Techereu, Vălișoara și Voia.

## Personalități
- Aron Demian (1891 - 1970),  deputat în Marea Adunare Națională de la Alba Iulia 1918

## Demografie
Componența etnică a comunei Balșa
     Români (89,38%)
     Romi (1,2%)
     Alte etnii (0,4%)
     Necunoscută (9,03%)
Componența confesională a comunei Balșa
     Ortodocși (81,14%)
     Penticostali (2,52%)
     Baptiști (2,26%)
     Adventiști (1,86%)
     Creștini după evanghelie (1,06%)
     Alte religii (1,46%)
     Necunoscută (9,69%)
Conform recensământului efectuat în 2021, populația comunei Balșa se ridică la 753 de locuitori, în scădere față de recensământul anterior din 2011, când fuseseră înregistrați 871 de locuitori. Majoritatea locuitorilor sunt români (89,38%), cu o minoritate de romi (1,2%), iar pentru 9,03% nu se cunoaște apartenența etnică. Din punct de vedere confesional, majoritatea locuitorilor sunt ortodocși (81,14%), cu minorități de penticostali (2,52%), baptiști (2,26%), adventiști (1,86%) și creștini după evanghelie (1,06%), iar pentru 9,69% nu se cunoaște apartenența confesională.

## Politică și administrație
Comuna Balșa este administrată de un primar și un consiliu local compus din 9 consilieri. Primarul, Traian Felician Jude[*], de la Partidul Național Liberal, este în funcție din octombrie 2020. Începând cu alegerile locale din 2024, consiliul local are următoarea componență pe partide politice:
|  | Partid                    | Consilieri | Componența Consiliului | Componența Consiliului | Componența Consiliului | Componența Consiliului | Componența Consiliului | Componența Consiliului | Componența Consiliului |
|  | ------------------------- | ---------- | ---------------------- | ---------------------- | ---------------------- | ---------------------- | ---------------------- | ---------------------- | ---------------------- |
|  | Partidul Național Liberal | 7          |                        |                        |                        |                        |                        |                        |                        |
|  | Partidul Social Democrat  | 2          |                        |                        |                        |                        |                        |                        |                        |

## Atracții turistice
- Biserica de lemn "Sfinții Arhangheli Mihail și Gavriil" din satul Almașu Mic de Munte, construcție secolul al XVII-lea, monument istoric
- Biserica de lemn "Schimbarea la Față" din satul Bunești, construită în anul 1872
- Biserica ortodoxă din satul Poiana
- Biserica ortodoxă din satul Poienița
- Biserica ortodoxă "Sfinții Arhangheli Mihail și Gavriil"'' din satul Vălișoara, construcție secolul al XVIII-lea
- Rezervația naturală "Cheile Madei" (10 ha)
- Rezervația naturală "Cheile Ardeului"
- Rezervația naturală "Cheile Glodului (Strâmtura)"
- Peștera "Dosul Dobârlesei"
- Fortificația "Peștera Zidită", secolul al XVII-lea
- Monumente ale Eroilor în satele: Almașu Mic de Munte, Mada, Voia, Poiana, Balșa, Vălișoara

## Imagini

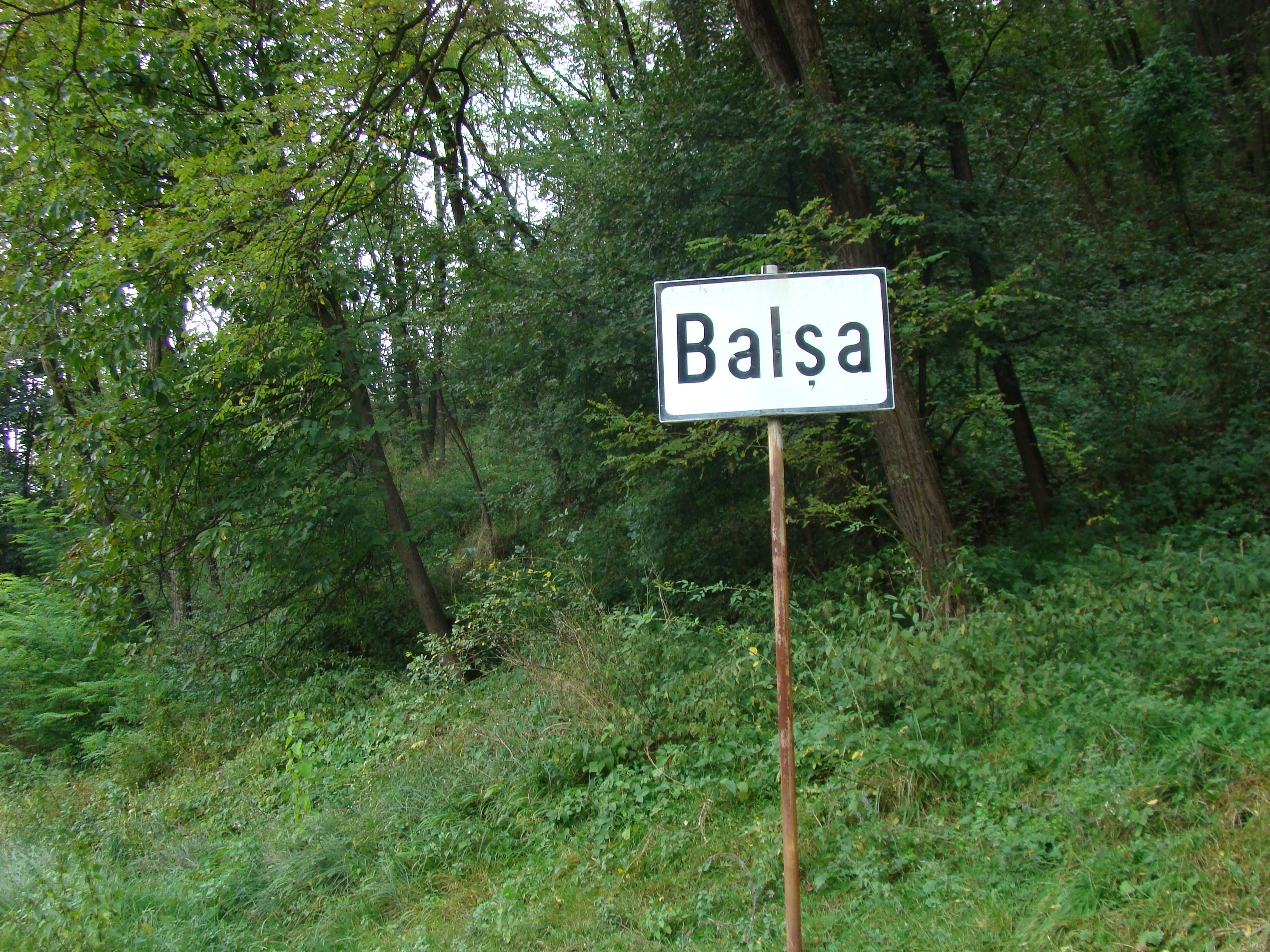
Intrarea în Balșa
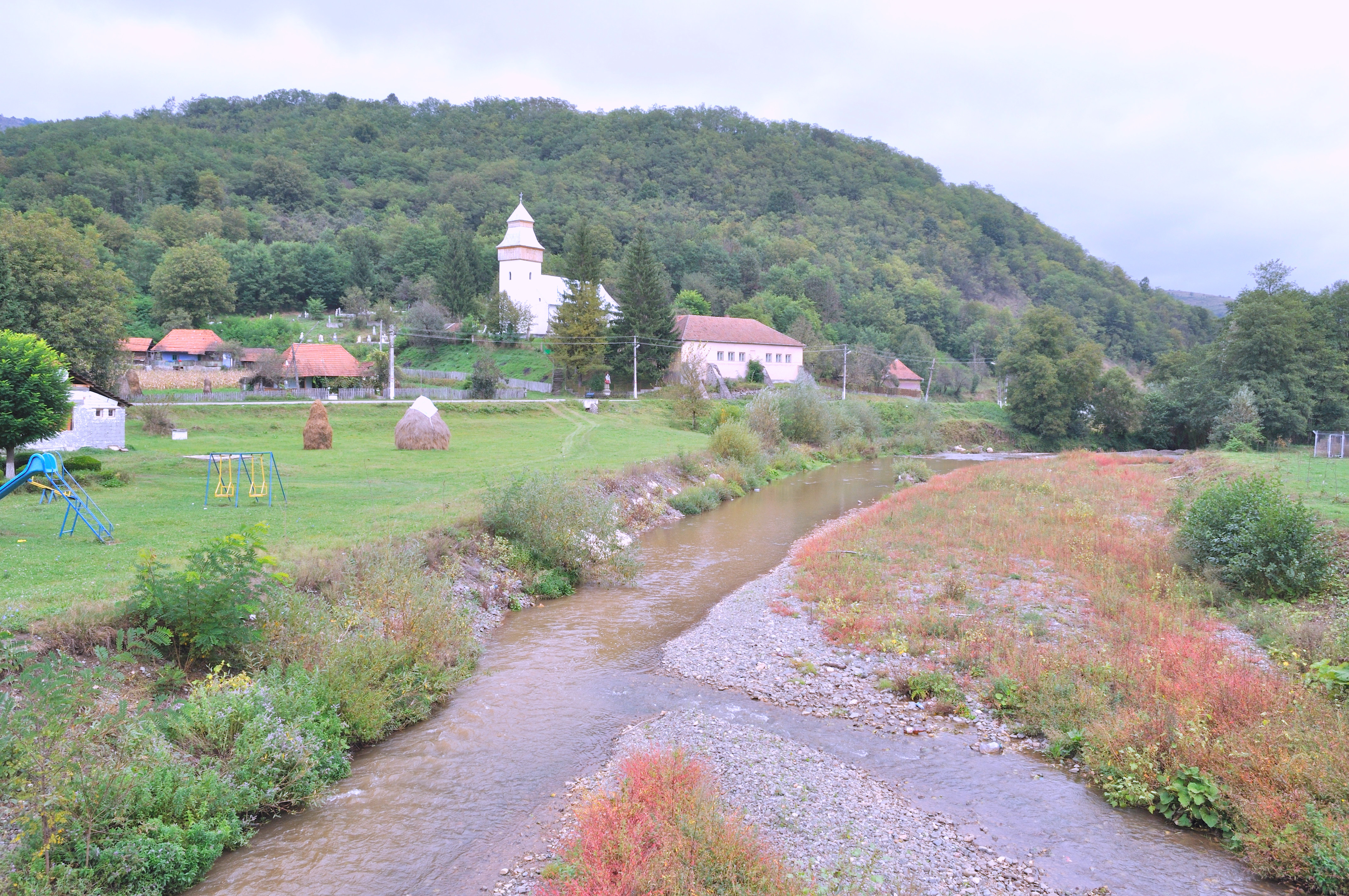
Satul Balșa
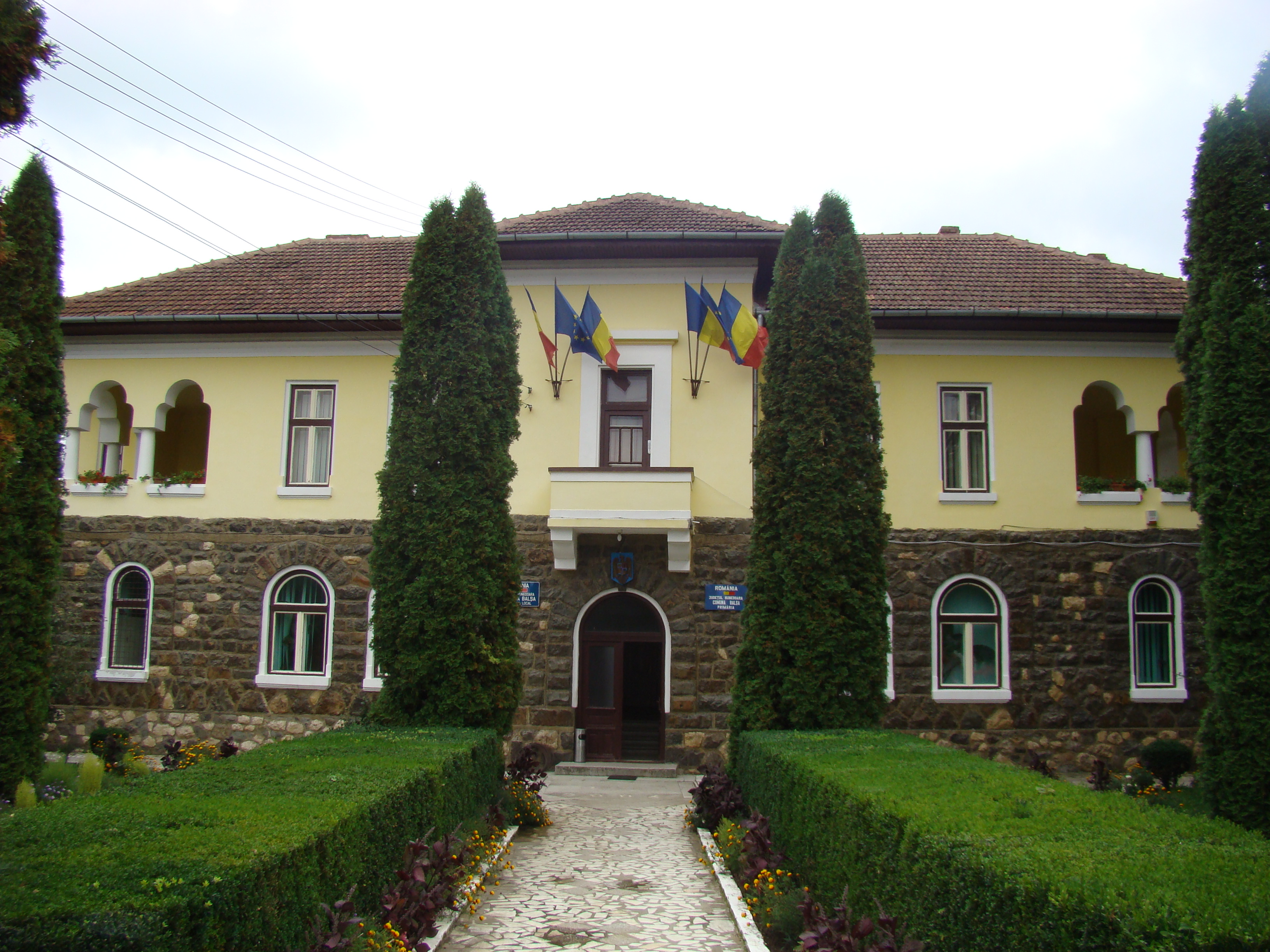
Primăria comunei Balșa
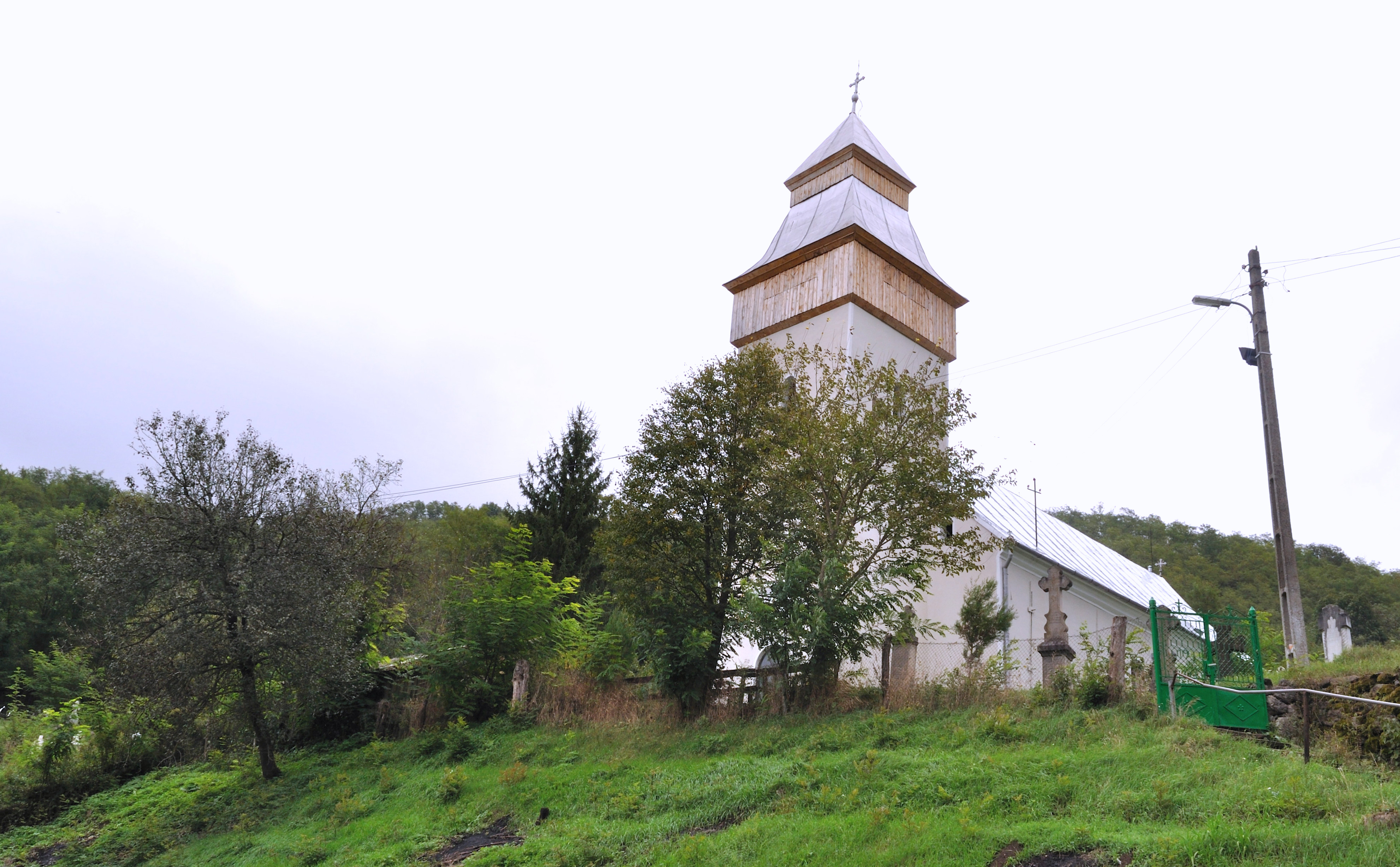
Biserica „Sfinții Arhangheli” (1842)
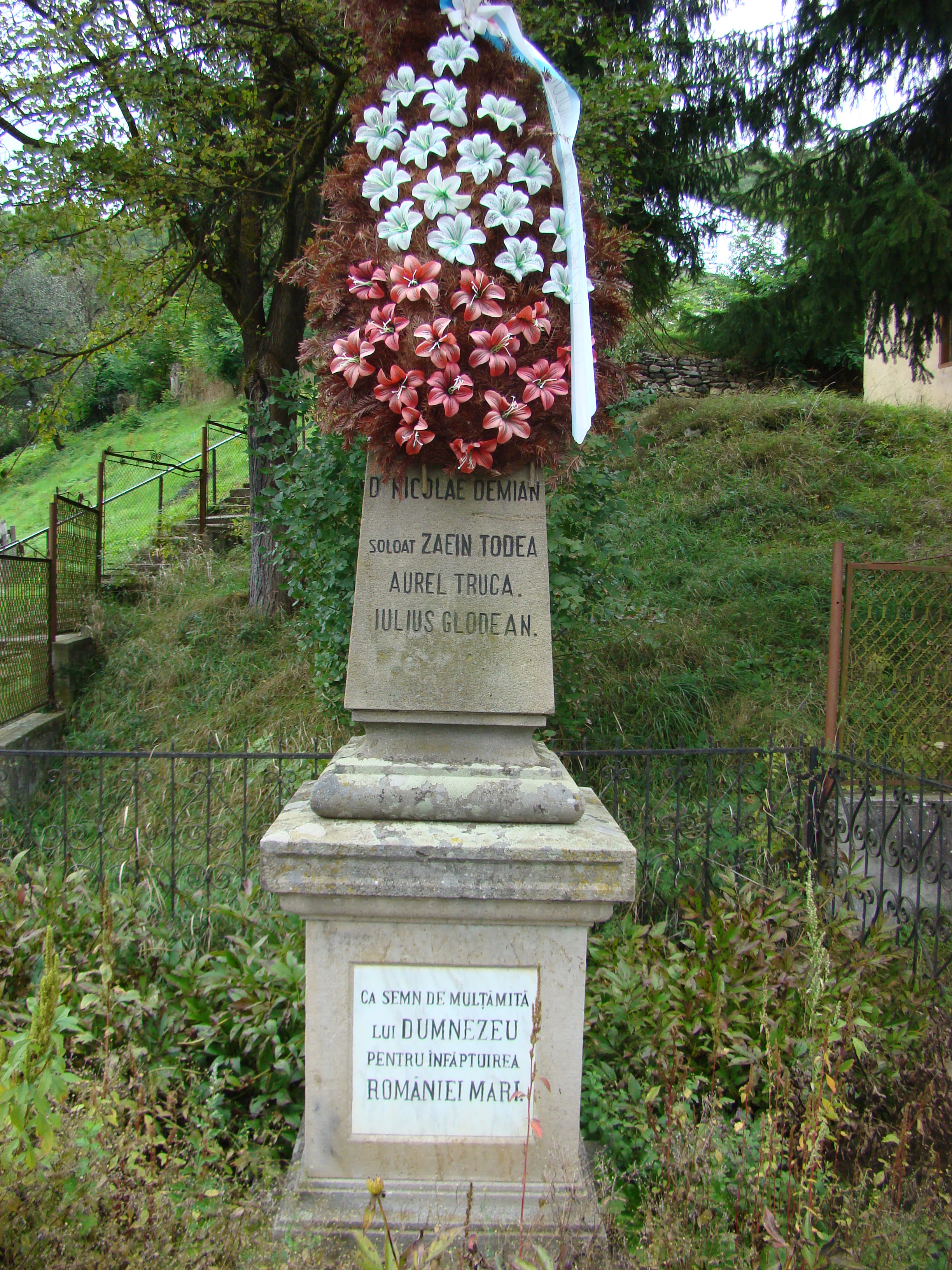
Monumentul eroilor
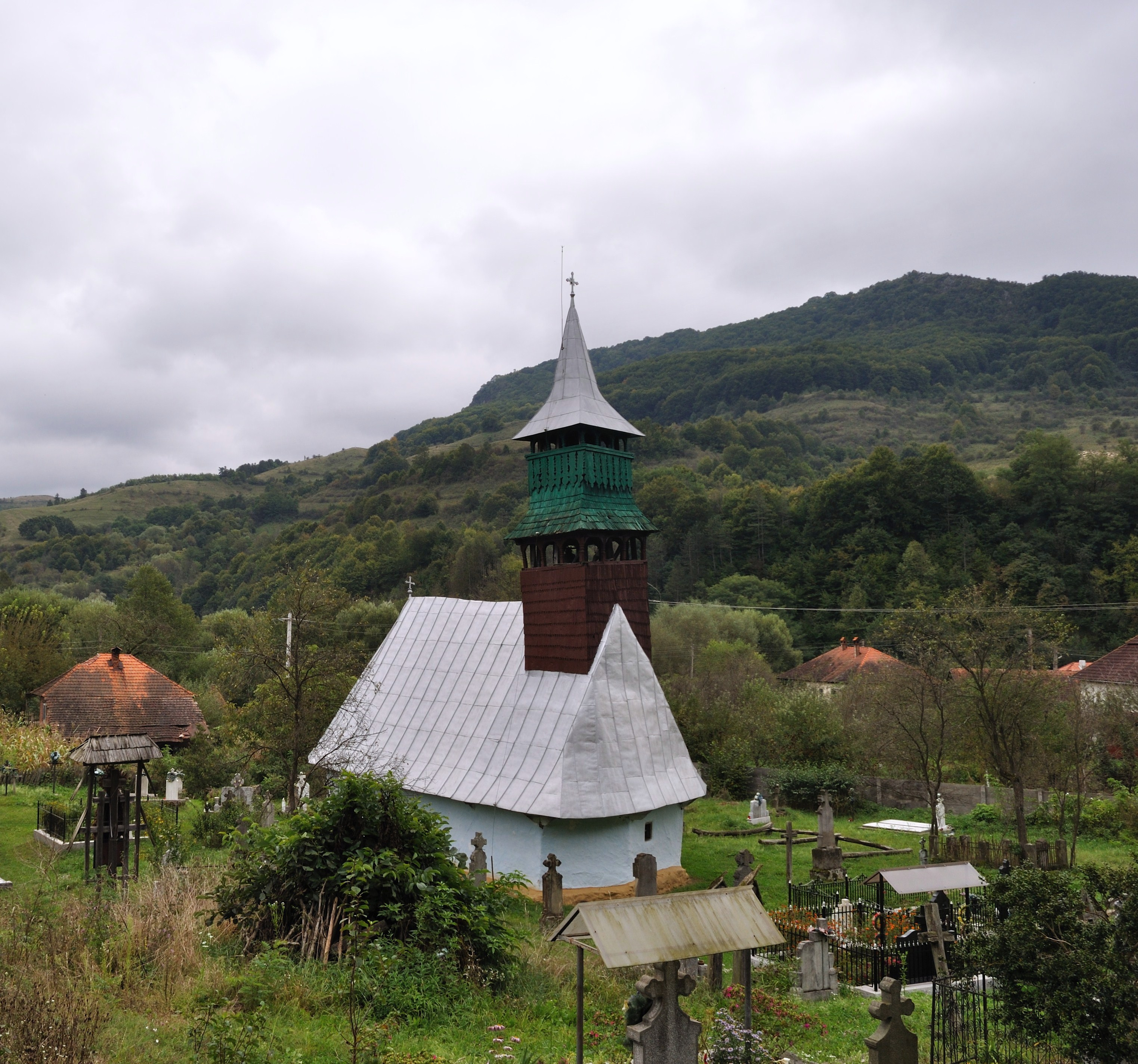
Biserica de lemn „Sfinții Arhangheli" din Almașu Mic de Munte (monument istoric)
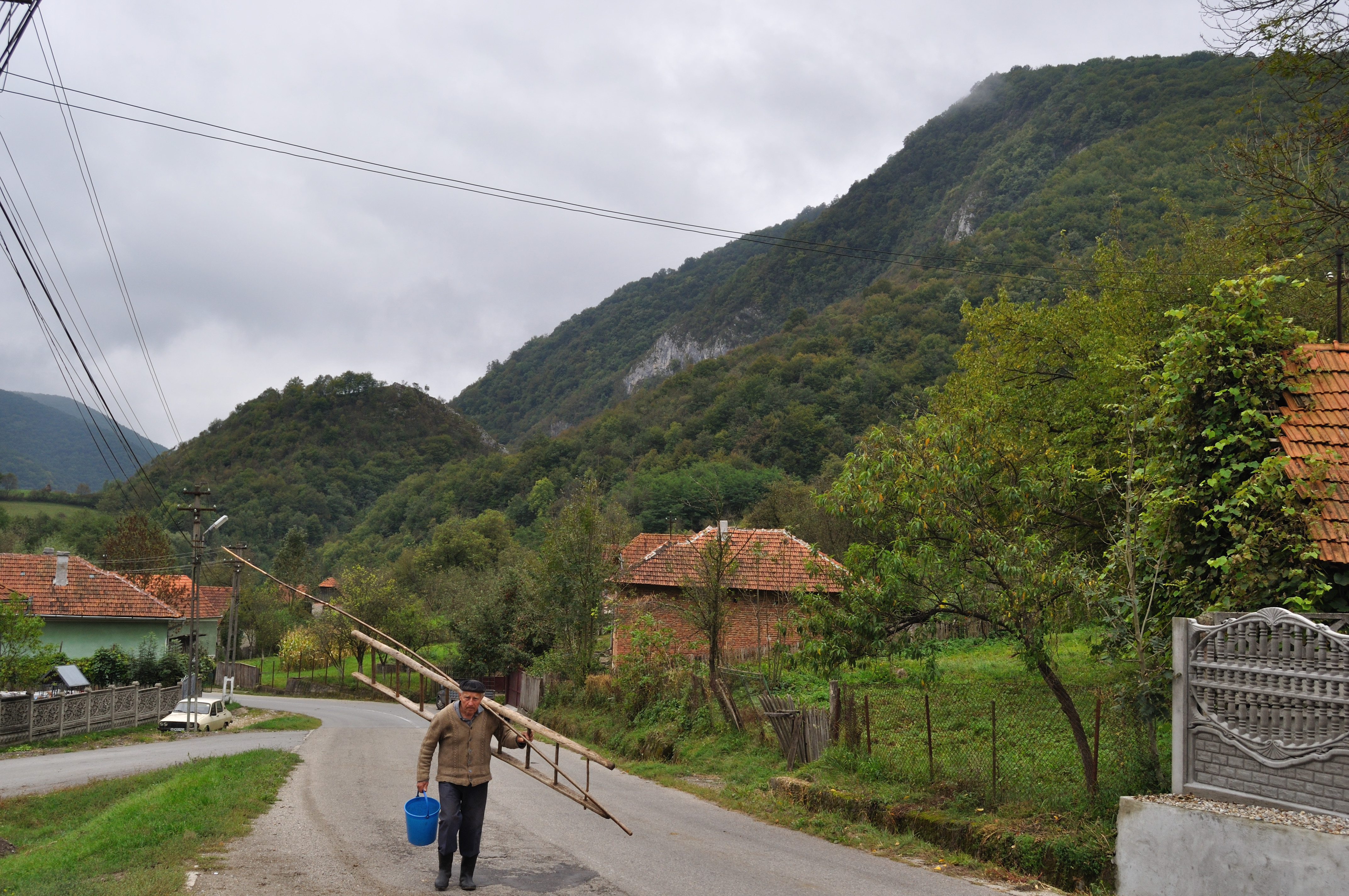
Satul Ardeu
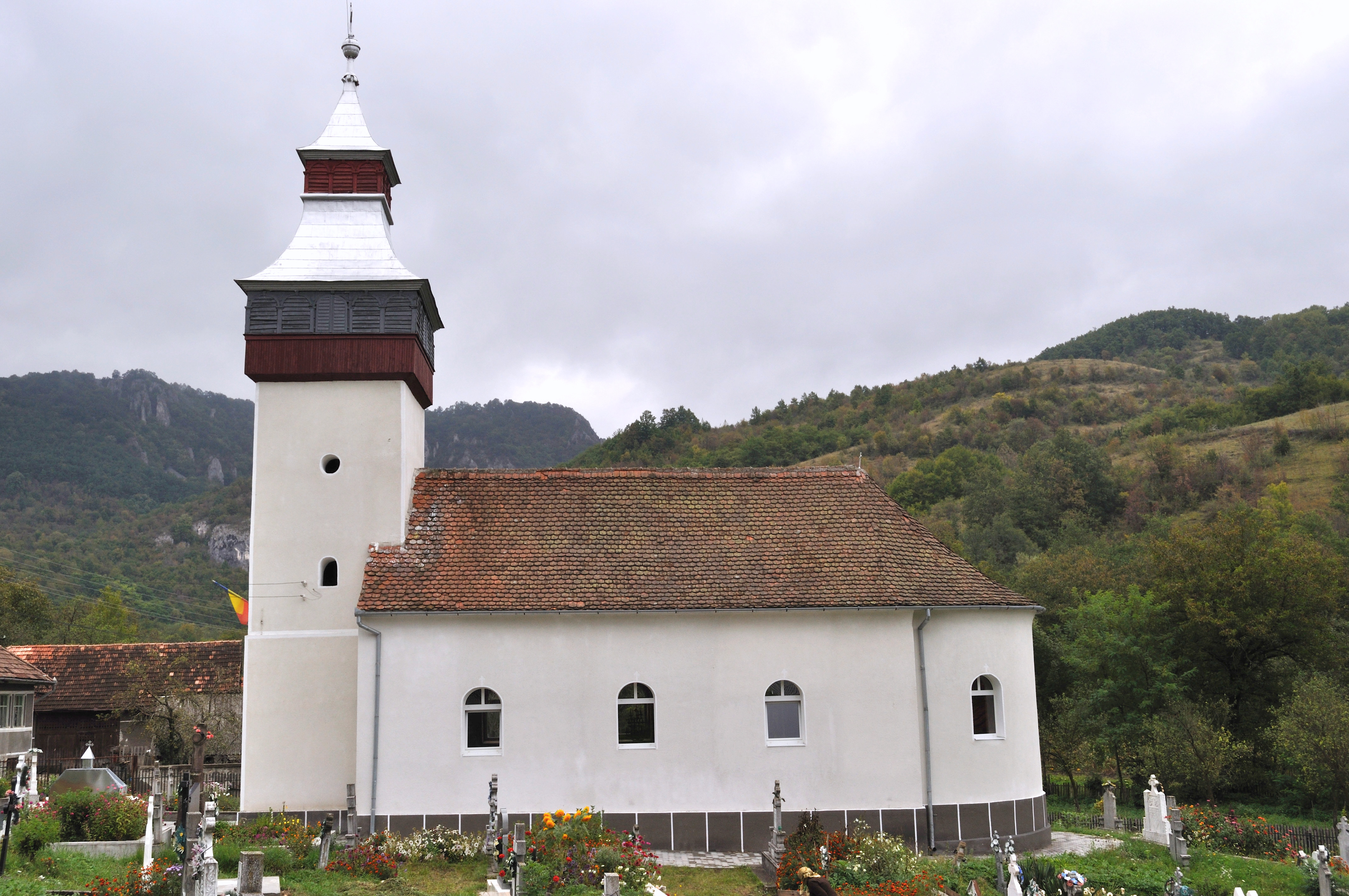
Biserica ortodoxă (1760)
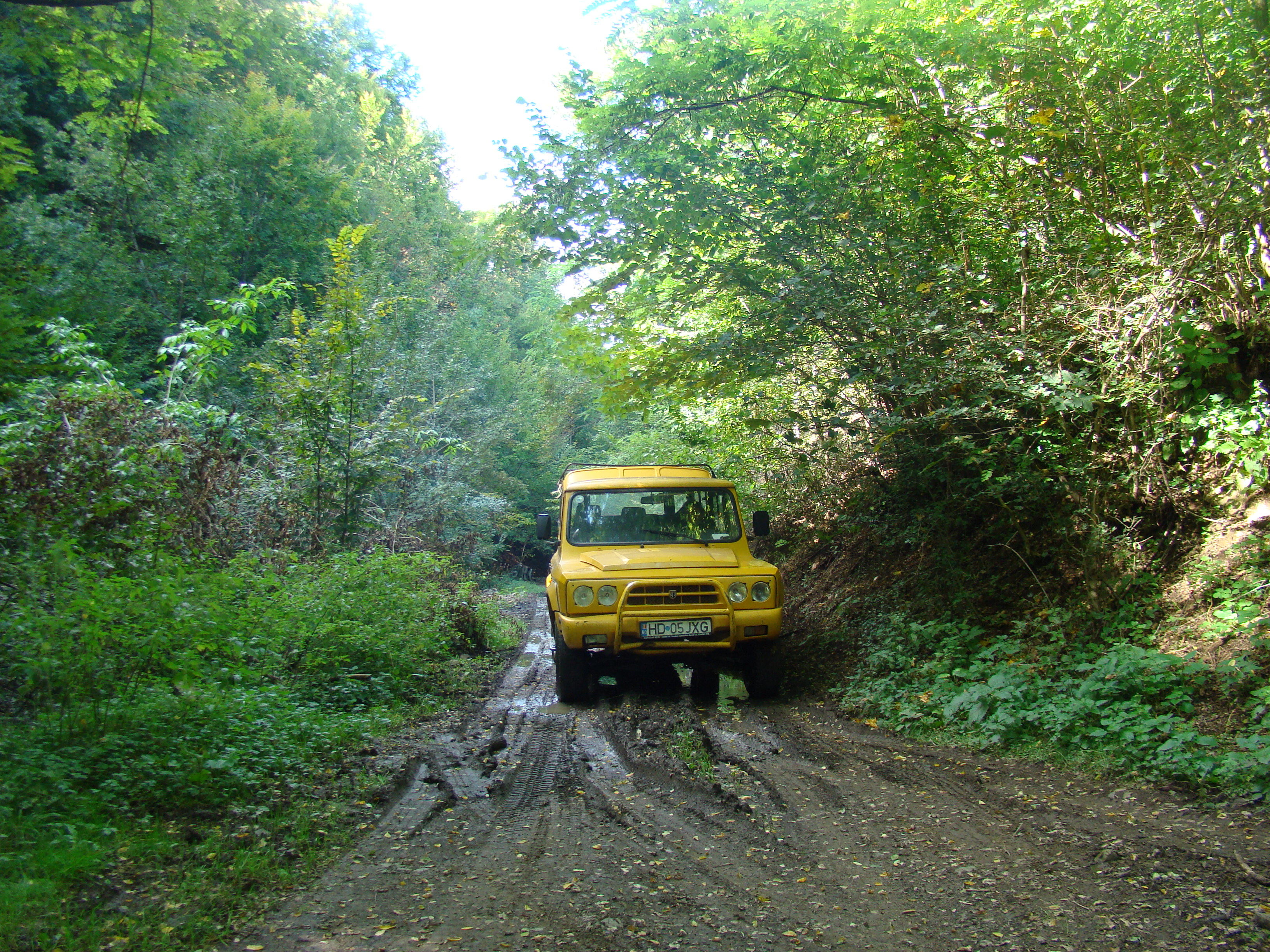
Drumul spre satul Bunești
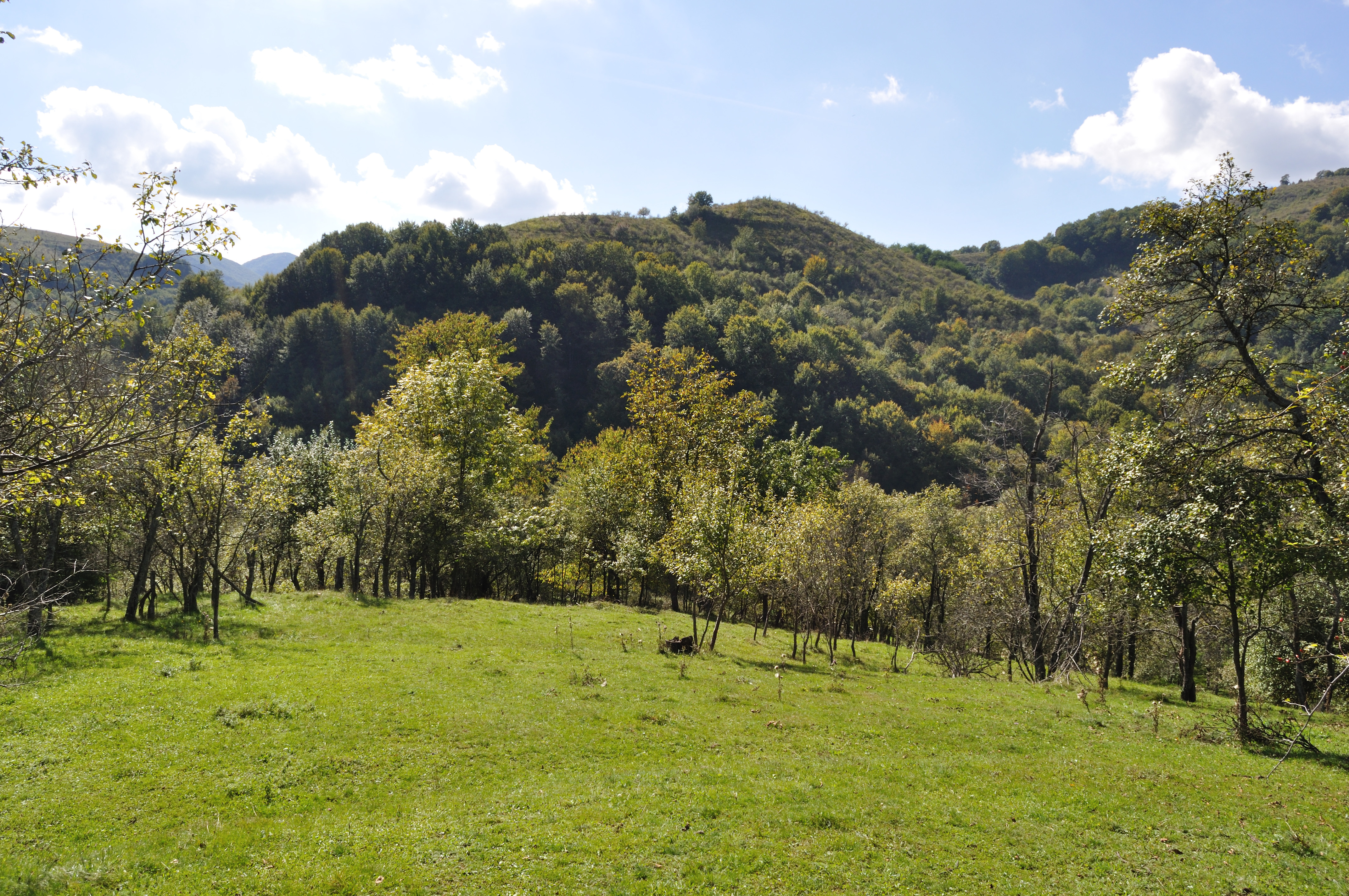
Bunești
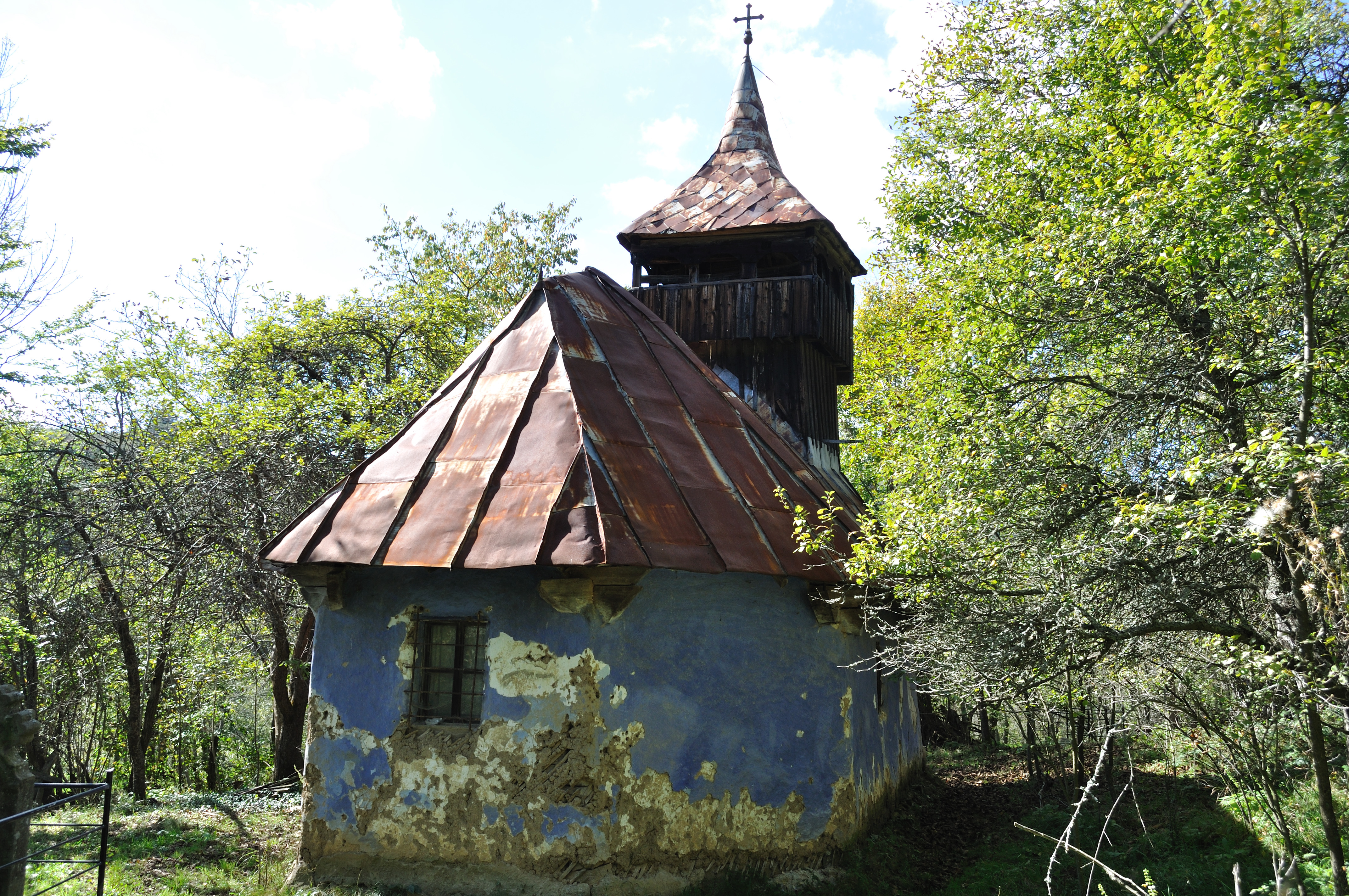
Biserica de lemn „Schimbarea la Față” din Bunești
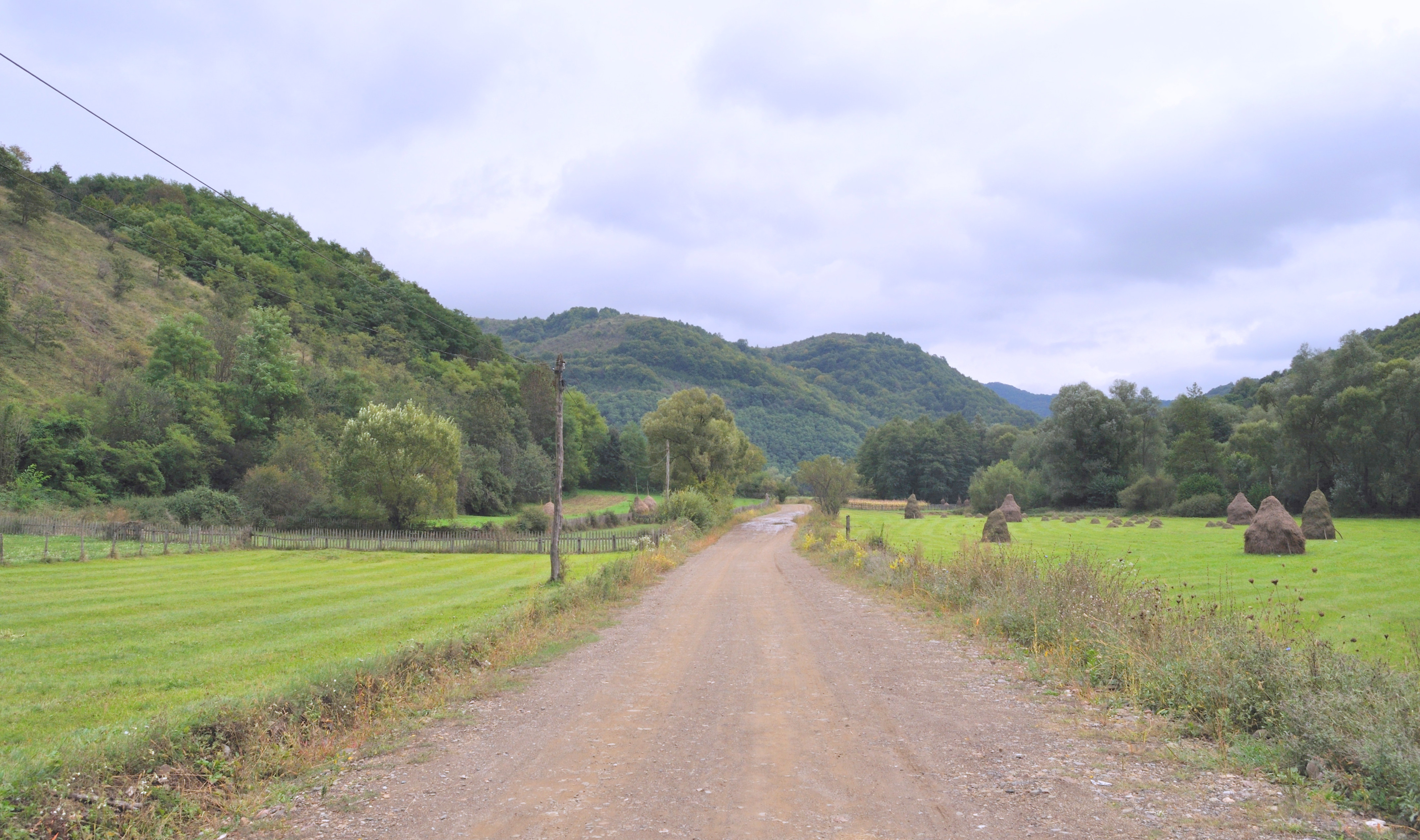
Poiana
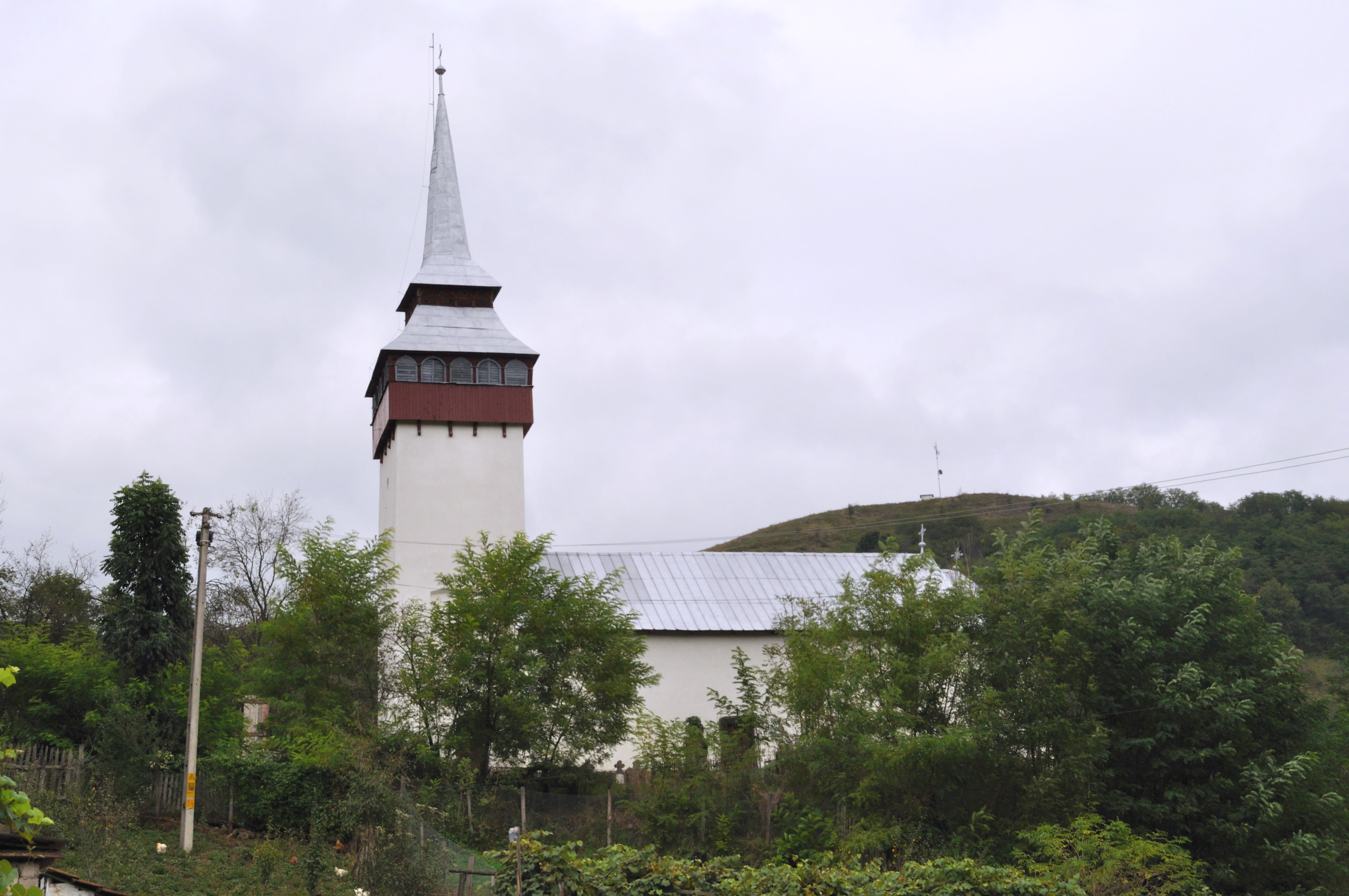
Biserica „Nașterea Maicii Domnului” din satul Poiana
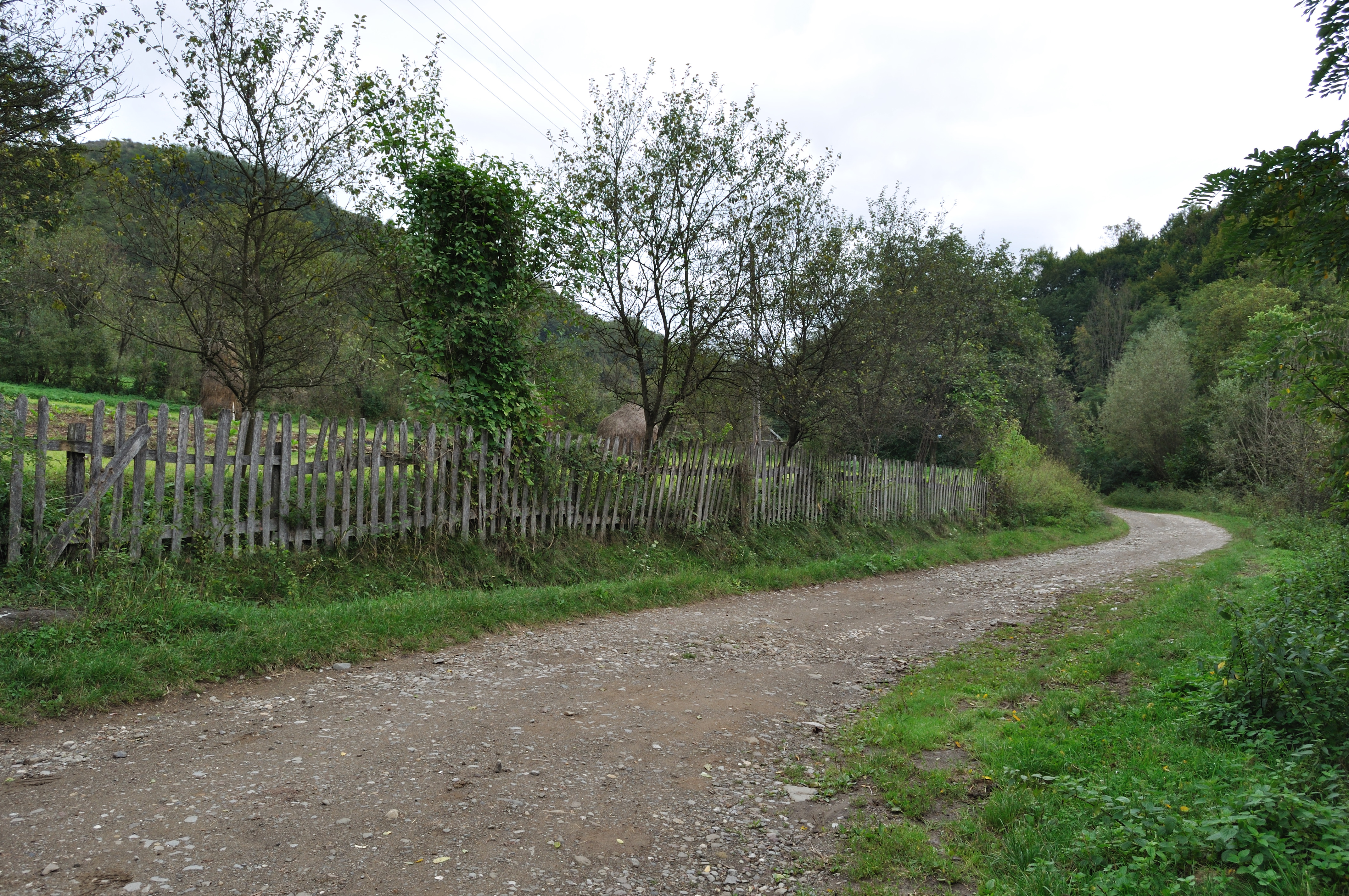
Poienița
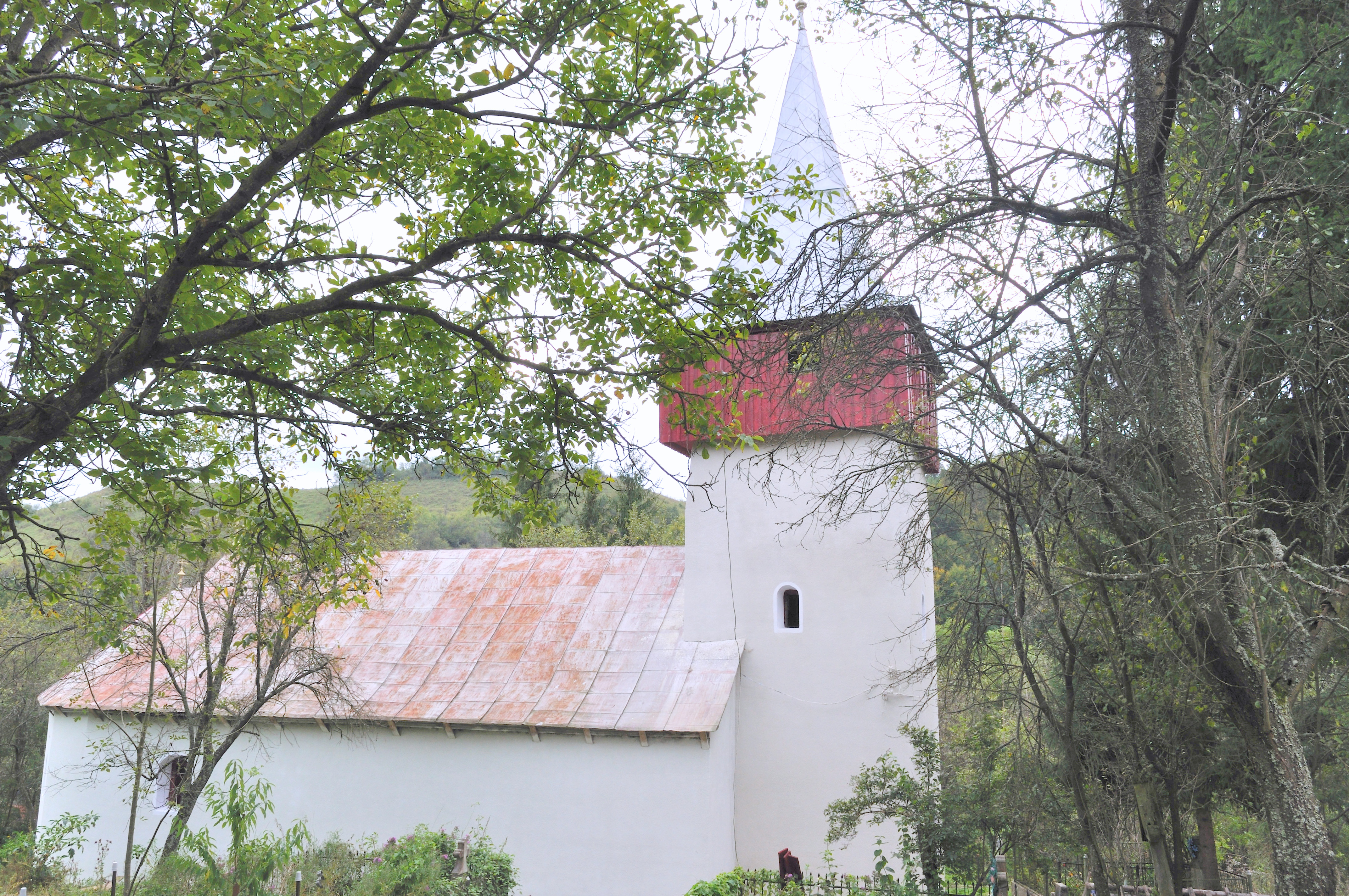
Biserica „Sfinții Arhangheli Mihail și Gavriil” din satul Poienița (fost Valea Iepii)
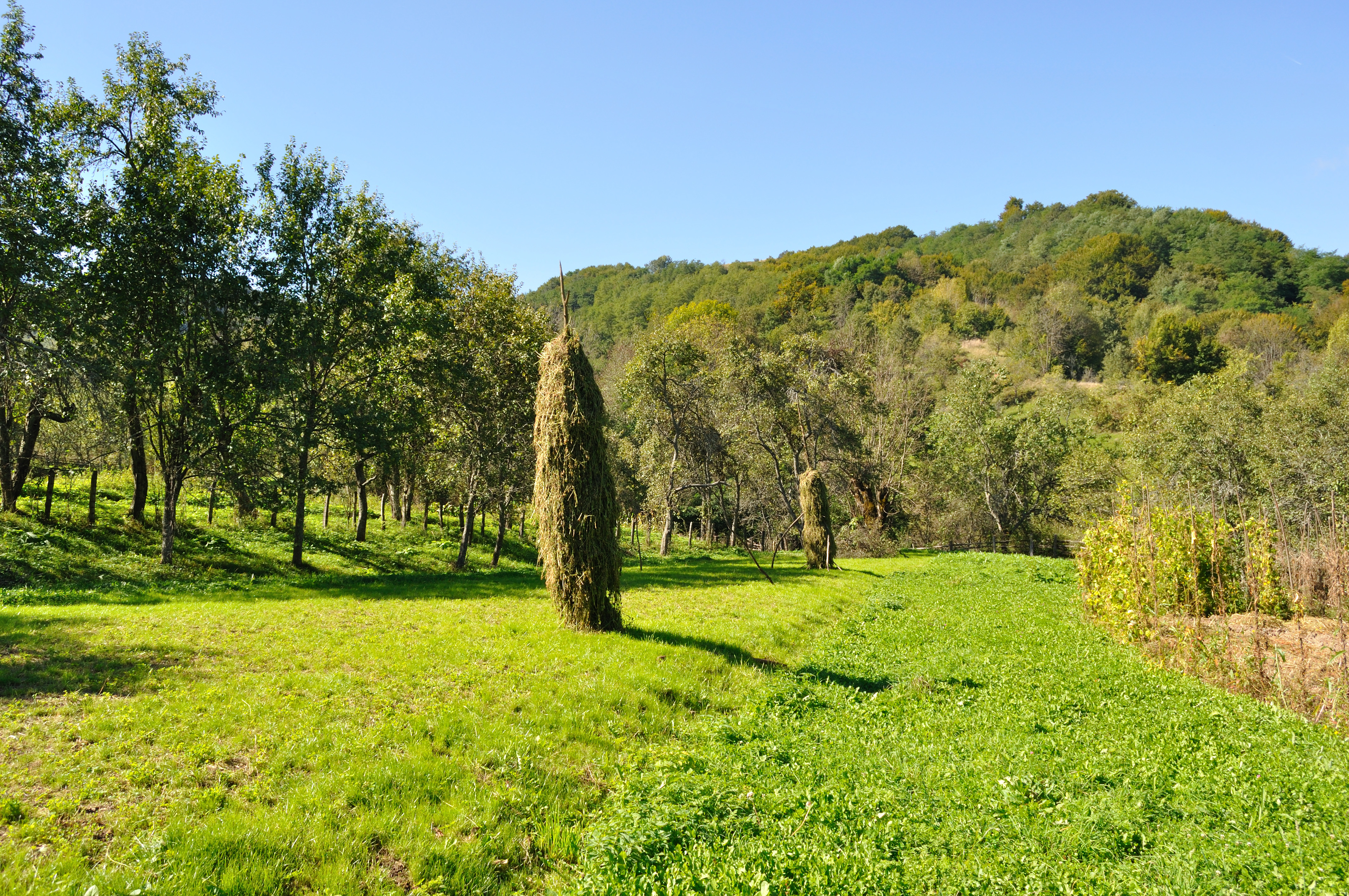
Vălișoara
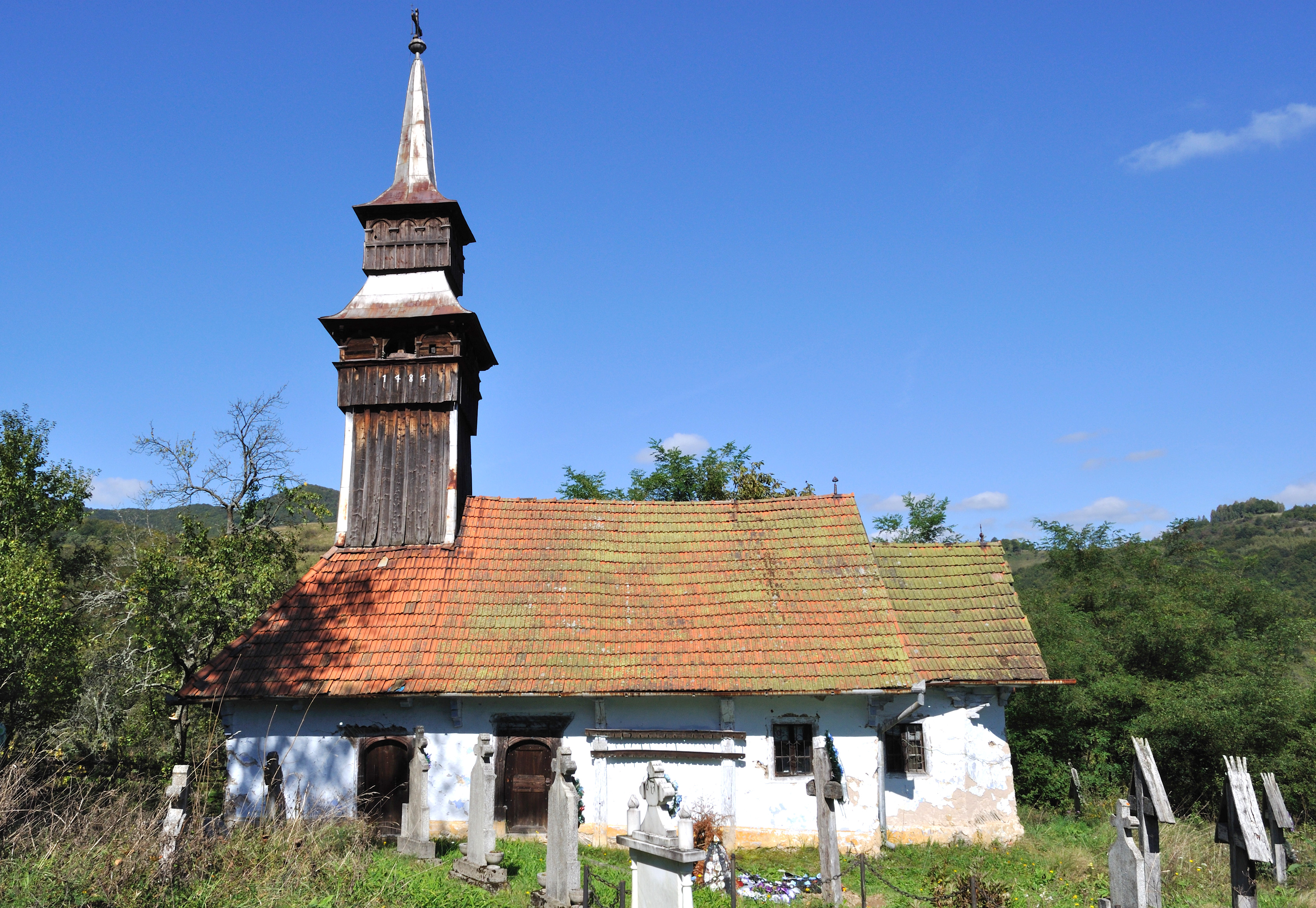
Biserica de lemn din satul Vălișoara (monument istoric)